# Telinit
Telinit – macerał z grupy witrynitu. Należy do podgrupy telowitrynitu. Macerały tej podgrupy występują w formie pasemek o różnej grubości, które są utworzone z tkanek roślinnych w różnym stopniu zachowanych. Obecność tej podgrupy świadczy o facji leśnej. W telinicie  budowa komórkowa jest w różnym stopniu widoczna. Komórki mogą być trochę pozaciskane, w różnym stopniu zdeformowane, a czasem pozaciskane tak, że widać tylko kreski proste lub faliste. Komórki mogą być puste lub wypełnione materią mineralną np. minerałami ilastymi czy węglanami lub innymi macerałami np. żelinitem.